# Epicalotermes
Epicalotermes  (лат.) — род термитов семейства Kalotermitidae. Афротропика и Южная Азия. Окраска желтовато-коричневая. Глаза имаго крупные (диаметром 0,35—0,55 мм). В усиках 10—13 члеников у солдат и 14—19 члеников у имаго половых особей. Голова солдат длинная и широкая; глаза пигментированные. Мандибулы длинные, изогнутые от основания к концам. Формула шпор голеней: 3-3-3. Аролиум отсутствует.

## Систематика
6 видов. Томас Снайдер (англ. Thomas E. Snyder) в своём каталоге термитов мира рассматривал его в качестве синонима рода Kalotermes. Но, в отличие от них, Epicalotermes имеют более крупных имаго с более мелкими глазами, а также у них отсутствует аролииум. По строению крыльев и жвал имаго этот род наиболее близок к родам Bifiditermes и Bicornitermes. Род был описан в 1918 году итальянским энтомологом профессором Филиппо Сильвестри (итал. Filippo Silvestri; 1873—1949).
- Epicalotermes aethiopicus Silvestri, 1918typus — Афротропика
- Epicalotermes kempae (Wilkinson, 1954)[6] — Восточная Африка
  - (= Kalotermes kempae  Wilkinson, 1954)
- Epicalotermes mkuzii (Coaton, 1949)[7] — Южная Африка
  - (= Kalotermes mkuzii Coaton, 1949)
- Epicalotermes munroi (Coaton, 1949)[7] — Южная Африка
  - (= Kalotermes munroi Coaton, 1949)
- Epicalotermes pakistanicus Akhtar, 1974[8] — Пакистан
- Epicalotermes planifrons Krishna, 1962[9] — Пакистан